# Stovpî, Baranivka
Stovpî (în ucraineană Стовпи) este un sat în comuna Hîjivka din raionul Baranivka, regiunea Jîtomîr, Ucraina.

## Demografie
Componența lingvistică a localității Stovpî
     Ucraineană (100%)
Conform recensământului din 2001, toată populația localității Stovpî era vorbitoare de ucraineană (100%).